# Добрянское (Великописаревский район)
Добрянское (укр. Добрянське) — село,
Добрянский сельский совет,
Великописаревский район,
Сумская область,
Украина.
Код КОАТУУ — 5921281701. Население по переписи 2001 года составляло 1039 человек.
Является административным центром Добрянского сельского совета, в который, кроме того, входят сёла
Мирное и
Сидорова Яруга.

## Географическое положение
Село Добрянское находится на берегу реки Ворскла,
выше по течению на расстоянии в 1,5 км расположены сёла Сидорова Яруга и Спорное,
ниже по течению на расстоянии в 2 км расположено село Рябина.
Река в этом месте извилистая, образует лиманы, старицы и заболоченные озёра.
На территории Украины 2 населённых пункта с названием Добрянское.

## История
- Село впервие упоминается в 1699 году под названием Гниловка, из-за болотистых мест, на которых оно располагалось[1].
- В 1785 году по указанию императрицы Екатерины было проведено топографическое описание Харьковского наместничества. В этом описании указывается на существовании деревень Гниловки, Подгорной и Добрянского.
- В 1887 году в селе было 2 школы: церковно-приходская (сейчас в этом здании молитвенный дом) и земская. Школы были двухгодичные. Число учащихся колебалось от 35 до 50 человек.
- В 1918 году в Добрянском была установлена советская власть. Первым председателем был избран Писклов Тихон Алексеевич. Население в то время составляло 2340 человек.
- С 1923 по 1925 год село входило в Кириковский район. На этот период в селе находились: изба-читальня и начальная школа, открытая в 1887 году. Первым учителем был Бречко Фёдор Матвеевич.
- В январе 1932 года в селе были образованы 4 колхоза, а до этого было 2 коллективных товарищества — им. Мануильского и «Победа».
- 1941 году, после немецкой оккупации все колхозы были разграблены, а вместо колхозов немцы организовали общественные хозяйства под номерами: колхоз «Свобода-22», «Гигант-23», «Фрунзе 24».
- 8 августа 1943 года село было освобождено. 520 жителей села ушли на фронт защищать свою родину. 184 человека погибли, 268 удостоены правительственных наград.
- В 1950 году колхозы объединились в один колхоз «Ильича», председателем был избран Писклов Гавриил Трофимович, который проработал до 1964 года. За короткое время был построен кирпичный завод, ферма, контора, медпункт, первая в районе электростанция.

Основная масса домов колхозников была построена в это время. Население составляло 3269 человек.

## Экономика
- Молочно-товарная ферма.
- «Добрянское», агрофирма.

## Объекты социальной сферы
- Добрянский УВК.